# 白川浩司
白川 浩司（しらかわ ひろし、1943年 -2024年 ）は、日本の編集者。

## 略歴
長野県出身。長野県諏訪清陵高等学校を経て、1965年東京大学文学部卒業（指導教授は林健太郎）、文藝春秋新社（現・文藝春秋）入社。『週刊文春』、『月刊 文藝春秋』編集部、出版部等を経て、1988年から91年まで『諸君!』編集長。1991年から94年まで『文藝春秋』編集長。1998年出版企画局長として「文春新書」の創刊に携わる。1999年同社取締役。2003年常務取締役。2006年常任監査役を経て、2007年に退社。

## 著書
- 『オンリー・イエスタデイ1989――『諸君！』追想』小学館 2011年。週刊ポストに連載
- 『遥かなる『文藝春秋』――オンリー・イエスタデイ1989』小学館 2012年